# Discurso sobre el origen y los fundamentos de la desigualdad entre los hombres
El Discurso sobre el origen y los fundamentos de la desigualdad entre los hombres (Discours sur l'origine et les fondements de l'inégalité parmi les hommes), conocido como el Segundo Discurso, es una obra del filósofo Jean-Jacques Rousseau. Este texto fue escrito en 1754 compitiendo por el premio que otorgaba la Academia de Dijon indagando en la pregunta: «¿Cuál es el origen de la desigualdad entre los hombres, y si es respaldada por la ley natural?». Aunque su trabajo no fue reconocido con el premio por parte del comité del certamen (como fue por el Discurso sobre las ciencias y las artes) publicó, de todos modos, el texto en 1755.

## Contenido
Rousseau examina dos tipos de desigualdad, natural o física y ética-política. La desigualdad natural consiste en diferencias entre la fuerza física entre un hombre y otro como resultado de la naturaleza. A Rousseau no le preocupa este tipo de desigualdad y se centra en la desigualdad moral. Argumenta que la desigualdad moral es constante en las sociedades civiles y está relacionada y es causante de las desigualdades en el poder y la riqueza. Este tipo de desigualdad está establecida por convención. Rousseau toma un punto de vista cínico de la sociedad civil, y hace referencia a momentos históricos anteriores a las sociedades civiles, cuando el hombre estaba más unido a su estado natural, como tiempos más felices para los hombres. Para Rousseau, la sociedad civil es una trampa perpetuada por los poderosos sobre los débiles, de modo que puedan conservar su poder y riqueza. Esta es la conclusión a la que llega Rousseau, comenzando el debate con un análisis de un hombre natural que no ha llegado aún a adquirir el lenguaje o el pensamiento abstracto.
El hombre natural de Rousseau es muy diferente al de Thomas Hobbes. De hecho, él mismo destaca esta contraposición a lo largo de su obra. Rousseau explica que Hobbes no retrocede lo suficiente en el tiempo para comprender al hombre natural. Rousseau busca un conocimiento del hombre natural más profundo y rico. Para él, el hombre natural es un buen salvaje, "que vive disperso entre los animales". A diferencia de Hobbes, no cree que el hombre natural esté motivado por el miedo de la muerte, porque no puede concebir ese final; incluso el miedo a la muerte ya sugiere un más allá del estado natural. Para Rousseau, el hombre natural es más o menos como cualquier otro animal, donde "la auto-conservación es fundamental y casi la única preocupación" y "los únicos bienes que reconoce en el universo son la comida, el emparejamiento, el dormir..." Este hombre natural, a diferencia del de Hobbes, no está en un constante estado de miedo y ansiedad.
El hombre natural de Rousseau posee unas pocas cualidades que le llevan a distinguirse de los animales en un largo periodo de tiempo. El rasgo más importante es la capacidad del hombre de elegir, a lo que Rousseau se refiere con "libre albedrío", que le diferencia del resto de los animales. La capacidad del hombre de rechazar el impulso instintivo le hace alejarse del curso de su estado natural. Además, Rousseau argumenta que "otro principio que Hobbes no tiene en cuenta" es la compasión del hombre. Este rasgo del hombre le impulsa a interactuar. Finalmente, el hombre posee la capacidad de perfección, que le permite ser capaz de mejorar sus condiciones físicas y del medio, y desarrollar técnicas de supervivencia sofisticadas. El aumento regular y el convencionalismo en las relaciones humanas transfigura su capacidad para el razonamiento y la reflexión, su natural o ingenuo amor a sí mismo (amour de soi), en una corrupta dependencia en las percepciones a favor del resto. El amor a sí mismo, natural y anti destructivo, avanza gradualmente a un nuevo estado de amour propre (amor propio), un amor a sí mismo que ahora se guía por el orgullo y la envidia, más que por la elemental auto-conservación. Este acceso al amor propio conlleva cuatro consecuencias: (1) competición, (2) auto-compasión con otros, (3) odio, y (4) ansia de poder. Todos ellos llevan a Rousseau a su punto de vista cínico de la sociedad civil. Aunque el amour de soi también sugiere una significante distancia respecto de este estado natural..

## Dedicatoria
La obra está dedicada al Estado de Ginebra, lugar de nacimiento de Rousseau. En la dedicatoria, se dirige a Ginebra no como una buena, sino como una perfecta república. Las características que destaca son sus leyes e instituciones, el espíritu de comunidad entre sus habitantes y sus buenas relaciones con sus estados vecinos.

## Críticas
Este discurso disgustó por igual a Voltaire y a la iglesia católica, la cual lo acusó de negar el pecado original y de adherirse a la herejía del pelagianismo. Cuando Rousseau envió un ejemplar a Voltaire, quien por entonces se había establecido en la patria de Rousseau, Ginebra, este le contestó que estaba "escrito contra la raza humana... jamás se desplegó tanta inteligencia para querer convertirnos en bestias". Fue el comienzo de la enemistad entre estos dos ilustrados.